# Pfarrhaus (Ettelried)

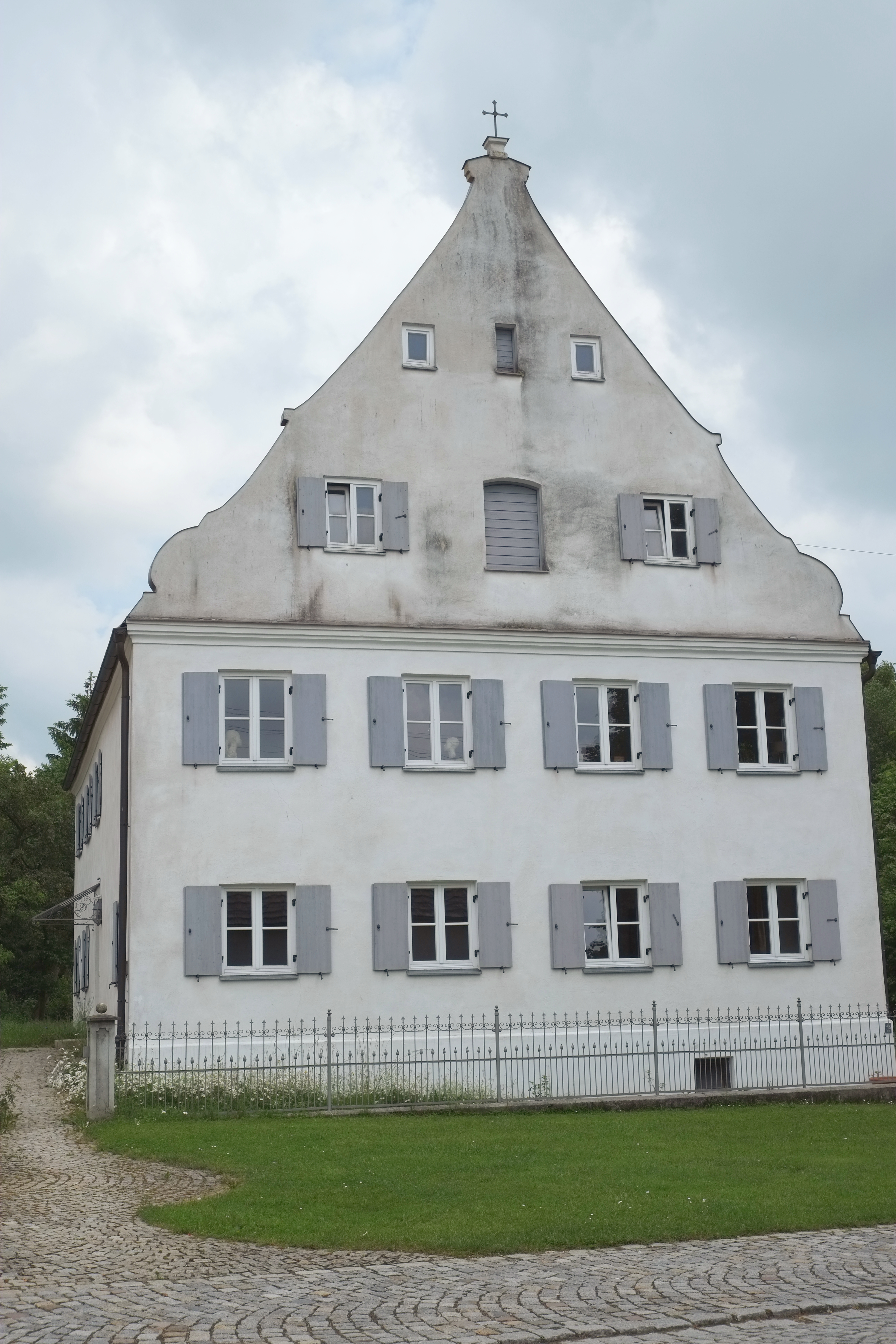
Pfarrhaus in Ettelried

Das Pfarrhaus in Ettelried, einem Gemeindeteil von Dinkelscherben im Landkreis Augsburg im bayerischen Regierungsbezirk Schwaben, wurde 1766 erbaut. Das barocke Pfarrhaus an der Pfarrer-Bort-Straße 2 ist ein geschütztes Baudenkmal.
Der zweigeschossige Satteldachbau mit Resten von Fassadenmalerei wurde 1766 erbaut und 1890 erneuert. Am südlichen Giebel sind Voluten zu sehen. Der Giebel wird von einem Kreuz bekrönt.